# Kavlen
Kavlen (Alopecurus) är ett släkte av gräs. Kavlen ingår i familjen gräs.

## Bildgalleri

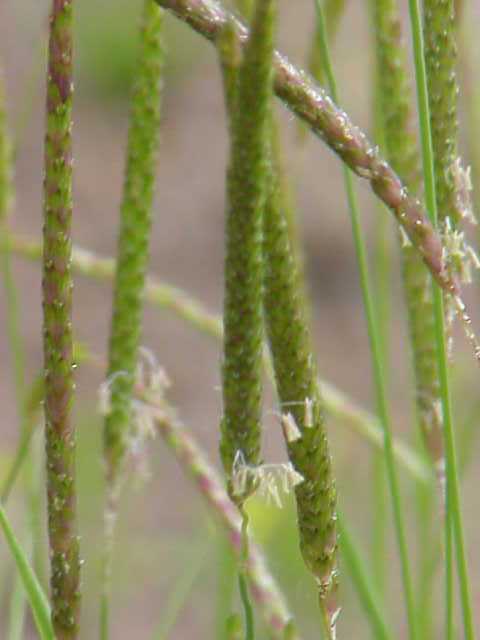
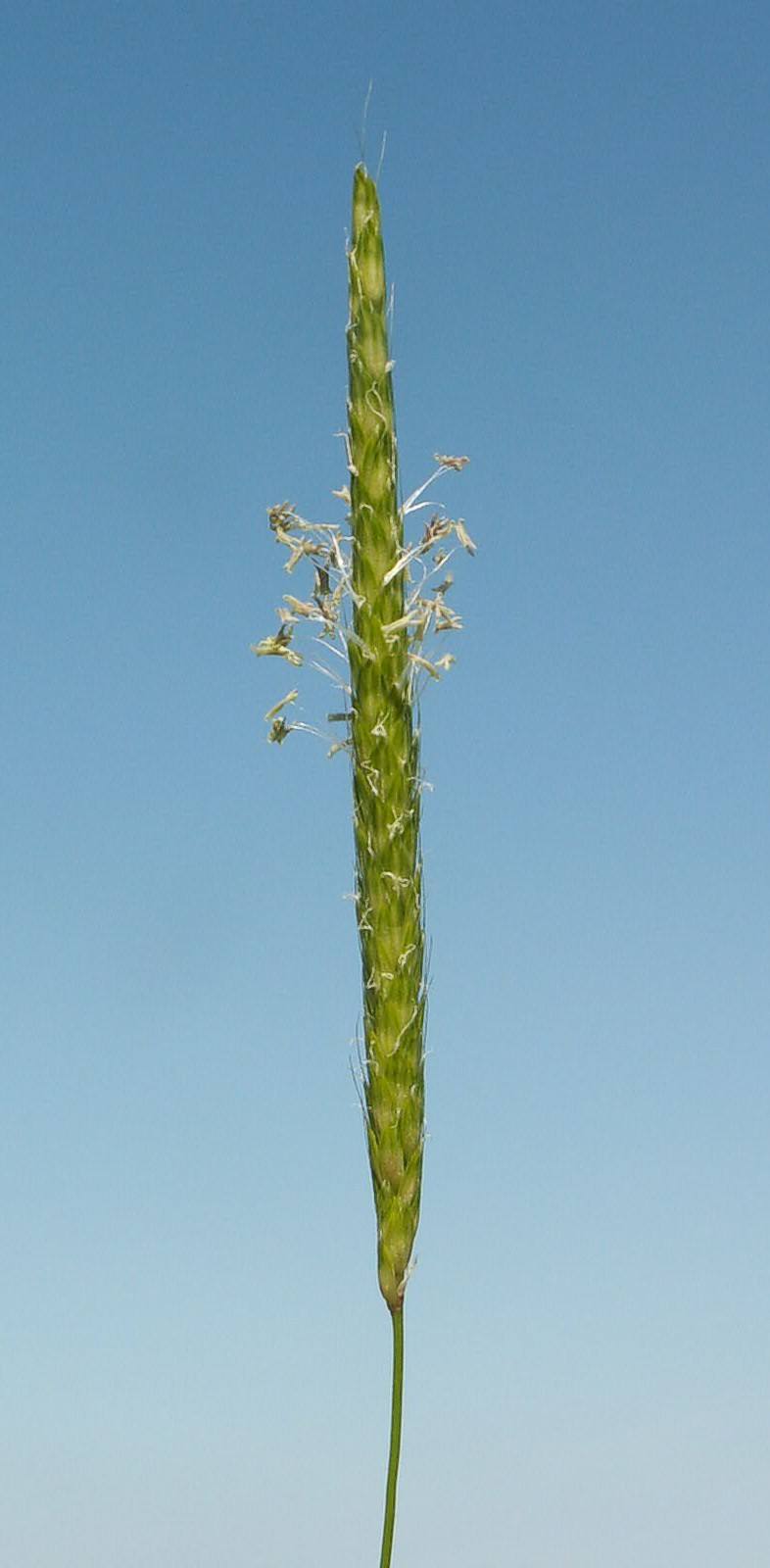
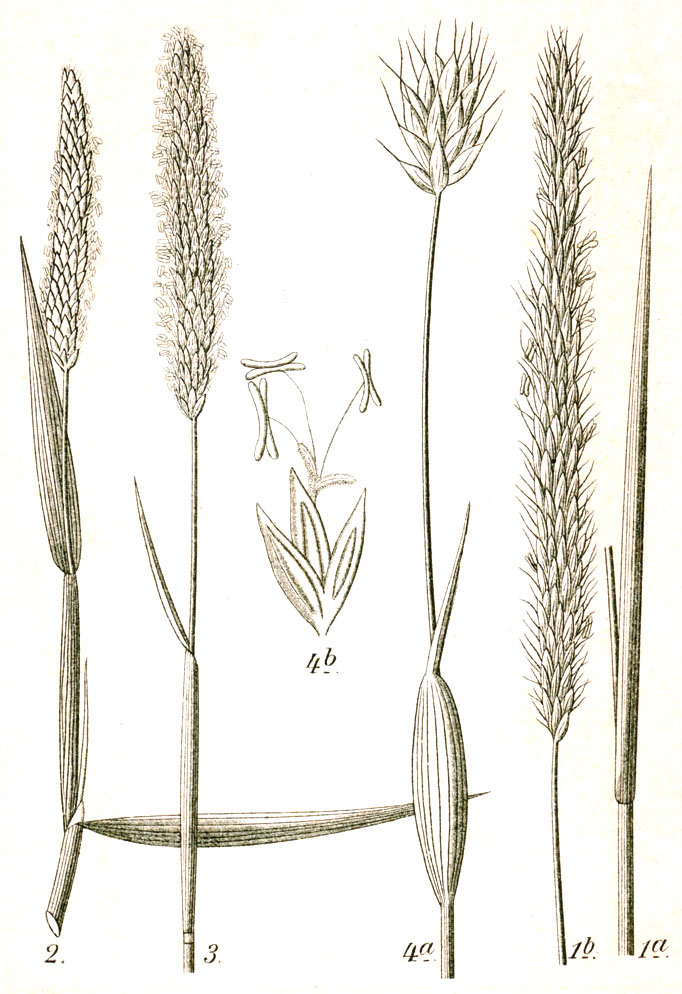
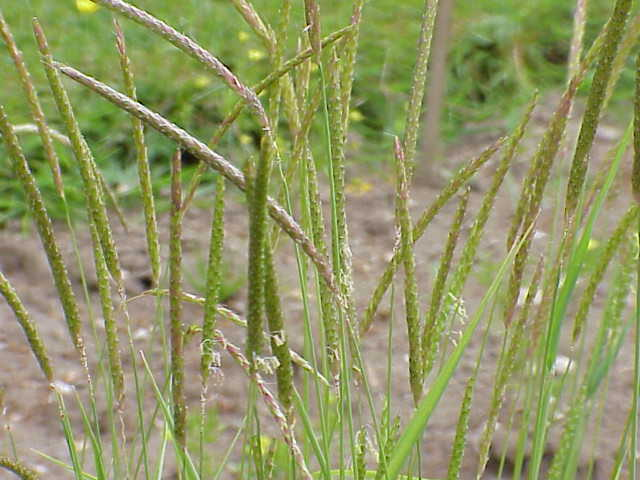
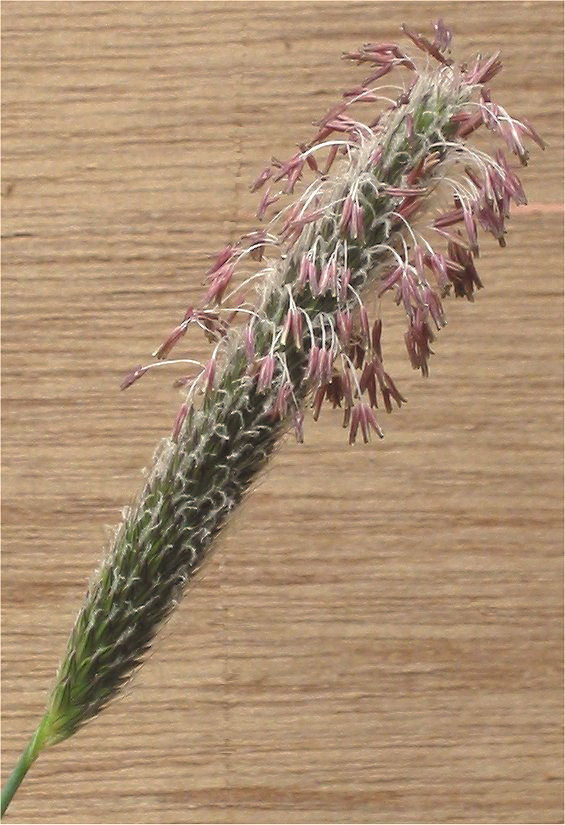

## Dottertaxa till kavlen, i alfabetisk ordning[1]
- Alopecurus aequalis
- Alopecurus albovii
- Alopecurus alpinus
- Alopecurus anatolicus
- Alopecurus apiatus
- Alopecurus arundinaceus
- Alopecurus aucheri
- Alopecurus baptarrhenius
- Alopecurus bonariensis
- Alopecurus borii
- Alopecurus bornmuelleri
- Alopecurus brachystachyus
- Alopecurus brachystylus
- Alopecurus bulbosus
- Alopecurus carolinianus
- Alopecurus creticus
- Alopecurus dasyanthus
- Alopecurus davisii
- Alopecurus geniculatus
- Alopecurus gerardii
- Alopecurus glacialis
- Alopecurus haussknechtianus
- Alopecurus heleochloides
- Alopecurus himalaicus
- Alopecurus hitchcockii
- Alopecurus japonicus
- Alopecurus laguroides
- Alopecurus lanatus
- Alopecurus longiaristatus
- Alopecurus magellanicus
- Alopecurus marssonii
- Alopecurus mucronatus
- Alopecurus myosuroides
- Alopecurus nepalensis
- Alopecurus plettkei
- Alopecurus ponticus
- Alopecurus pratensis
- Alopecurus rendlei
- Alopecurus saccatus
- Alopecurus setarioides
- Alopecurus textilis
- Alopecurus turczaninovii
- Alopecurus turicensis
- Alopecurus utriculatus
- Alopecurus vaginatus
- Alopecurus winklerianus